# كلية الشرق الأوسط الجامعة الأهلية
كلية الشرق الأوسط الجامعة هي احدى الكليات العراقية الأهلية، تأسست الكلية بموجب الأمر الوزاري 1106 الصادر عن وزارة التعليم العالي والبحث العلمي الصادر في سنة 2017، تقع في محافظة بغداد.
وتقع الكلية غرب مدينة بغداد خلف كلية الزراعة سابقا على طريق العامرية - أبوغريب.

## الأقسام العلمية
- قسم الصيدلة.
- قسم هندسة تقنيات الحاسوب.
- قسم علوم الحياة.
- قسم القانون.
- قسم اللغة العربية.